# Chorizopes pateli
Chorizopes pateli là một loài nhện trong họ Araneidae.
Loài này thuộc chi Chorizopes. Chorizopes pateli được miêu tả năm 1993 bởi C. Adinarayana Reddy & Patel.